# Merina (volk)
De Merina, ook wel Antimerina of Hova genoemd, zijn de grootste etnische groep in Madagaskar.

## Etniciteit
De huidskleur van de Merina varieert van lichtgekleurd tot heel donker. De Merina hebben sluik, donker haar. Van alle Malagassiërs vertonen de trekken van de lichtgekleurde Merina het duidelijkst hun Zuidoost-Aziatische oorsprong.
Naar verluidt gebruikten de meeste Merina in het verleden endogamie (huwelijk binnen een sociale groep) om hun Zuidoost-Aziatische trekken te behouden. Afrikaanse immigranten en slaven kregen op deze manier niet de kans zich met de Merina te verbinden. Nog steeds maken veel Merina een onderscheid tussen fotsy ('witte') volksgenoten en diegenen met Afrikaans bloed, de mainty ('zwarten'). In de loop der jaren worden er steeds meer Merina met een gemengde huidskleur geboren.

## Verspreiding
De Merina zijn met ongeveer 5 miljoen personen Madagaskars grootste etnische groep, meer dan een kwart van Madagaskars bevolking. Ze leven voornamelijk op het centrale plateau van Madagaskar in de voormalige provincie Antananarivo. Bijna 1.600.000 Merina leven in de gelijknamige hoofdstad, dat is ongeveer 95% van de totale bevolking van de stad.

## Geschiedenis
De voorouders van de Merina waren Zuidoost-Aziaten, voornamelijk Dajaks uit Borneo, die in het 1e Millennium emigreerden naar Madagaskar. Deze trokken de binnenlanden in en worden in Malagassische legendes de Vazimba genoemd, de 'mensen uit het bos'. Door interne conflicten verdeeld, splitsten de Vazimba zich in diverse groepen, waaronder de Hova en andere volken, die we nu kennen als de Bara, de Betsileo, de Bezanozano, de Sihanaka en de Tsimihety.
In de 15e eeuw trokken de Hova in het hooggelegen centrale deel van Madagaskar. Hier namen ze de naam Merina aan, afgeleid van de naam van de streek, Imerina, wat 'het land waarvan men ver kan zien' betekent. De Hova-koning Andriamanelo verjoeg de Vazimba uit het gebied waar nu Antananarivo ligt, en stichtte er het Koninkrijk Imerina. In het begin bestond zijn koninkrijk uit slechts enkele versterkte dorpen, maar deze werden in hoog tempo uitgebreid.
Vanaf het begin van de 16e eeuw namen de Merina het gehele centrale plateau van Madagaskar in. De Merina begonnen polders droog te leggen om geïrrigeerde rijstvelden aan te leggen, zoals hun voorouders ook al in Zuidoost-Azië deden. Ook legden ze zich toe op het graven van kanalen, het uitbreiden van de veestapel, de handel en defensie.

### Het Koninkrijk Imerina
Het Koninkrijk Imerina viel tijdens de regering van Andriamasinavalona in de 18e eeuw in vier rivaliserende koninkrijken uiteen. Andrianampoinimerina, een nazaat van Ralambo slaagde erin om het weer te verenigen in 1780. Hij werd koning in 1787 en maakte tijdens zijn regering plannen om heel Madagaskar tot zijn koninkrijk te maken. Onder leiding van zijn zoon Radama I werden legers over heel Centraal-Madagaskar gestuurd om de macht van de Merina te consolideren. Sommige volkeren, zoals de Antandroy slaagden erin om stand te houden tegen de Merina, maar het overgrote deel gaf zich over.
Wanneer Radama I zijn vader in 1810 als koning opvolgt, nam hij bezit van de belangrijkste rivieren in Madagaskar en breidde hij het Koninkrijk Imerina verder uit. Hij versloeg de overige drie belangrijkste koninkrijken van Madagaskar, de Betsileo, de Betsimisaraka en de Sakalava. In 1817 stichtte Radama I het Koninkrijk Madagaskar. Radama I was een voorstander van modernisering en stond open voor de westerse cultuur en religie. Zo nodigde hij de London Missionary Society uit om in Madagaskar scholen te stichten.
Zijn belangrijkste vrouw Ranavalona I volgde Radama I na zijn dood in 1828 op en trachtte deze moderniseringen weer een halt toe te roepen. Dit duurde tot haar dood in 1861, waarna Radama II, haar zoon en troonopvolger de plannen van Radama I weer nieuw leven in blies. Deze moderniseringen bereikten een hoogtepunt onder de regering van koningin Rasoherina in 1863 tot 1868 en koningin Ranavalona II in 1868 tot 1883. Naar Europees voorbeeld werden ministeries opgericht die hen meehielpen met het bestuur van Madagaskar en in 1869 werd het christendom de officiële religie van het Koninkrijk Imerina.

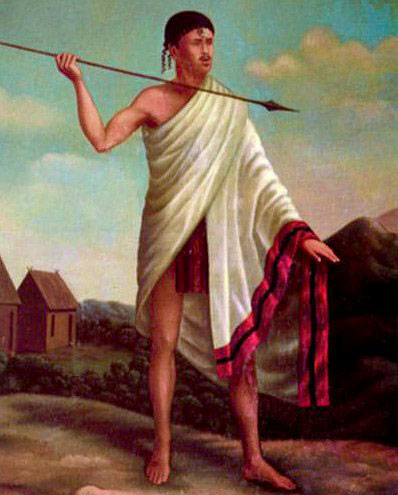
Andrianampoinimerina (1787–1810)
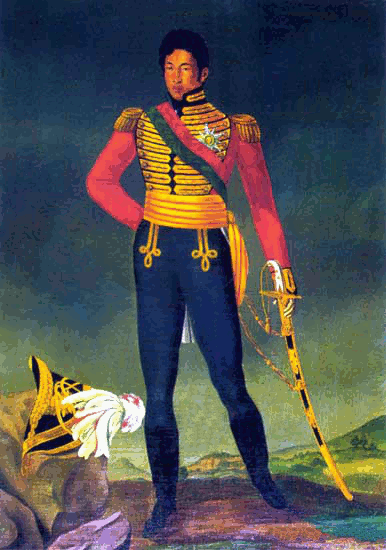
Radama I (1810-1828)
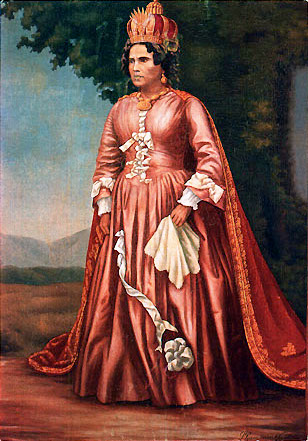
Ranavalona I (1828-1861)
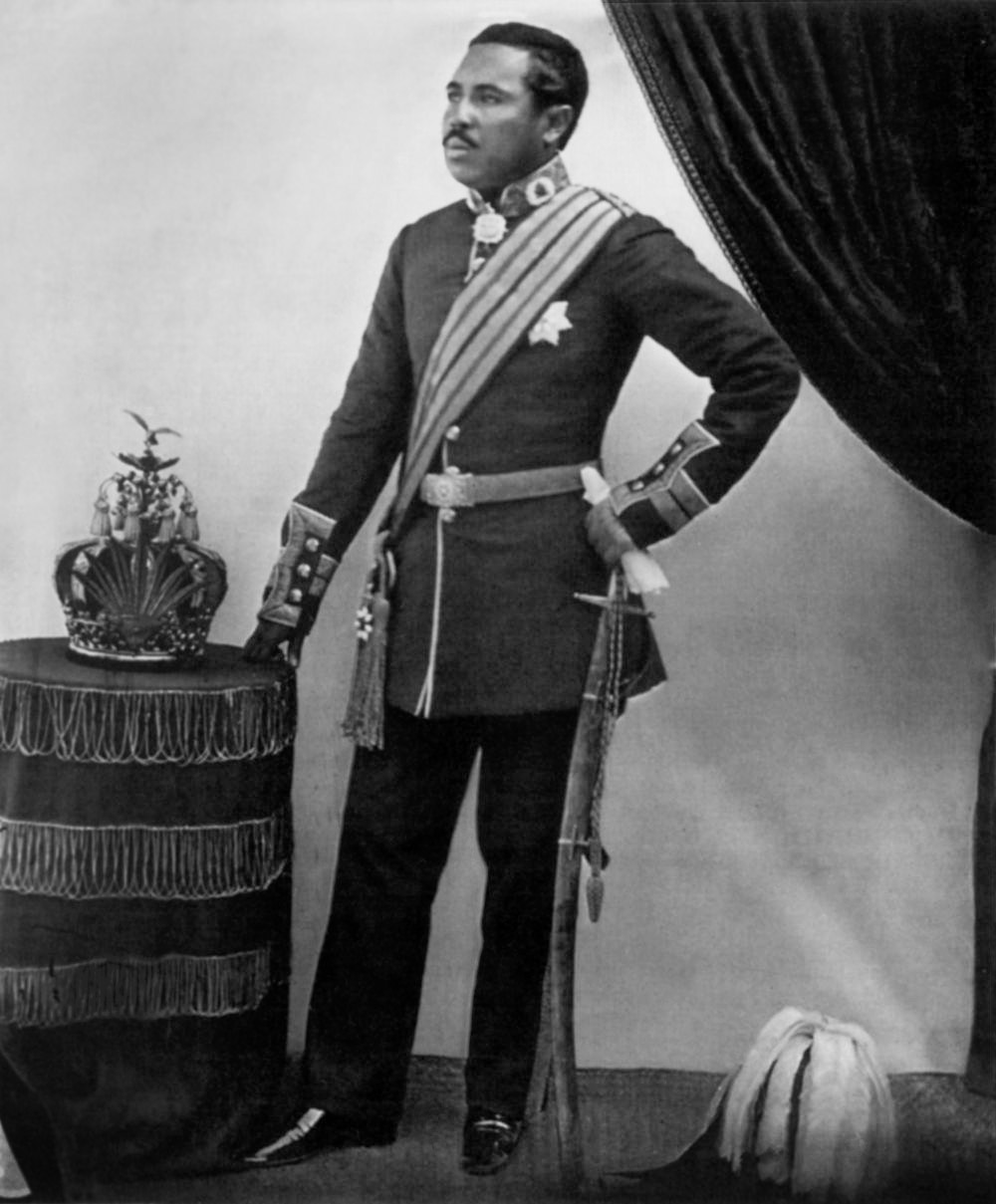
Radama II (1861-1863)
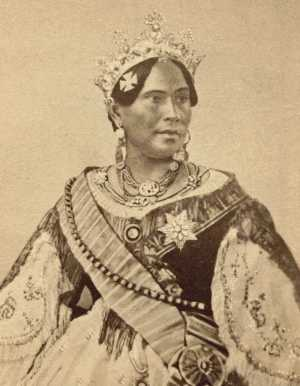
Rasoherina (1863-1868)
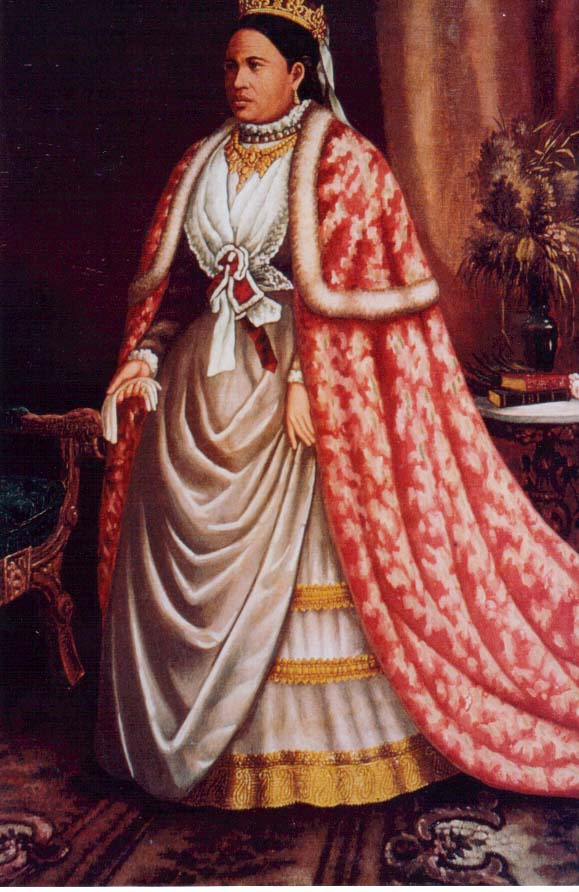
Ranavalona II (1868-1883)
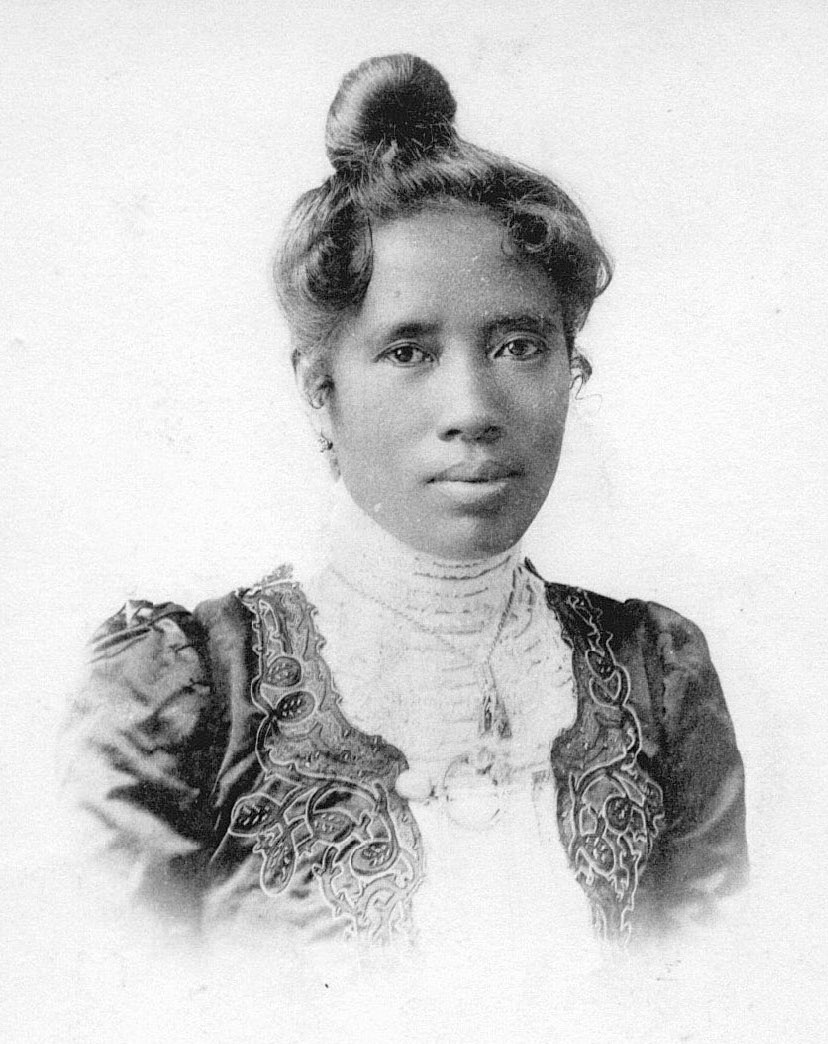
Ranavalona III (1883-1897)

### Overheersing van Frankrijk
In 1895, tijdens het bewind van Ranavalona III vielen de Fransen Madagaskar binnen en eindigde de heerschappij van de Merina over Madagaskar.

## Maatschappij

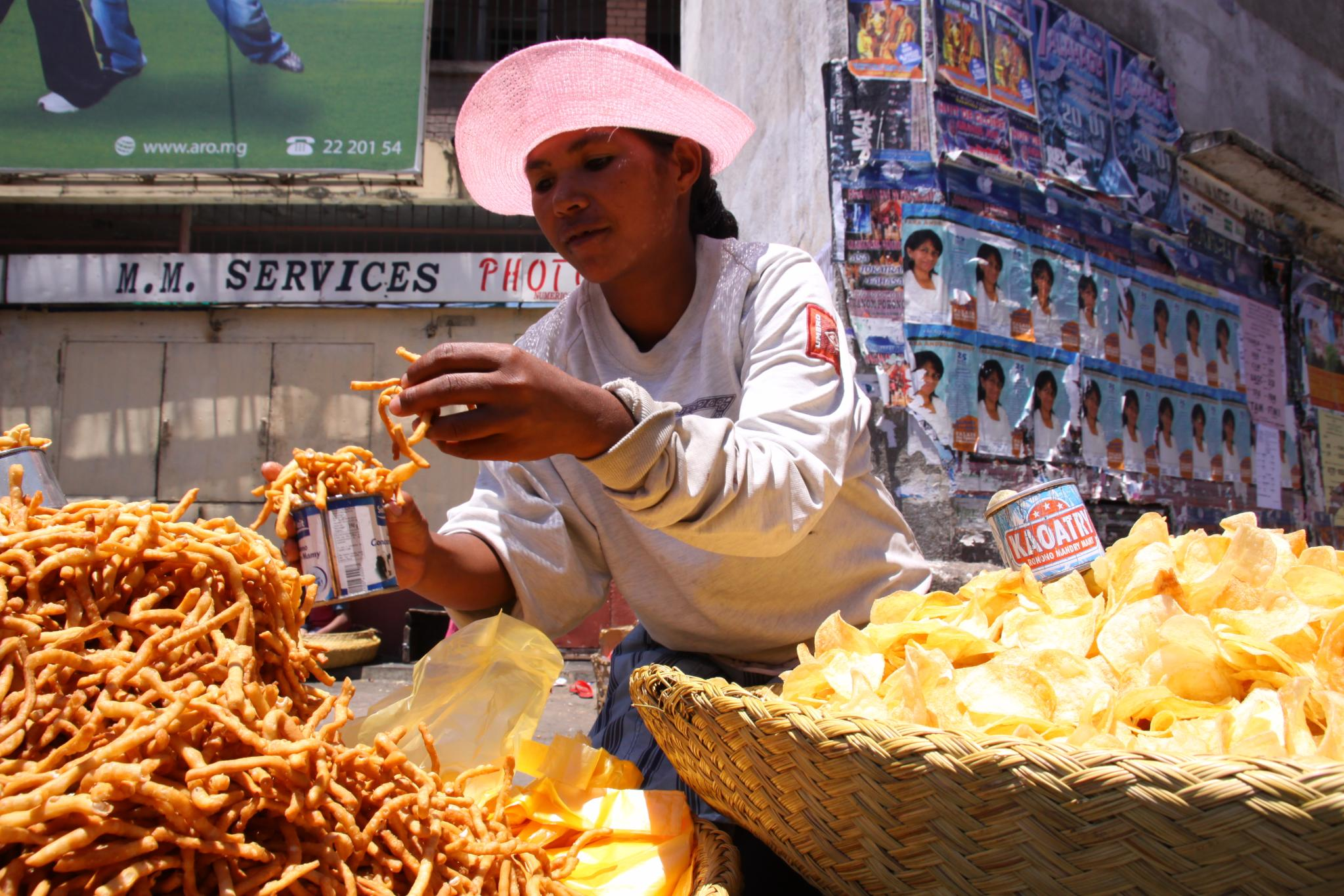
verkoopster in Antananarivo

Vroeger kenden de Merina drie kasten: de andriana (edelen), de hova (vrije mensen) en de andevo (lijfeigenen). Hoewel deze kasten niet meer worden gehanteerd, zijn de Merina met hoge posities vaak nazaten van de andriana. De arme Merina stammen meestal van de andevo af. Veel andevo zijn donkerder gekleurd dan gemiddeld, daar veel andevo in het verleden huwelijken aangingen met Afrikaanse slaven.
De Merina onderscheiden zich tegenwoordig van de overige Malagassische etnische groepen door hun organisatie op sociaal, economisch en politiek vlak. Ook waren de Merina de eerste etnische groep in Madagaskar die zich toelegde op architectuur en metallurgie. De meeste Malagassische zakenmannen, technici en regeringsfunctionarissen zijn Merina, aangezien deze procentueel het meeste en beste onderwijs krijgen in Madagaskar.

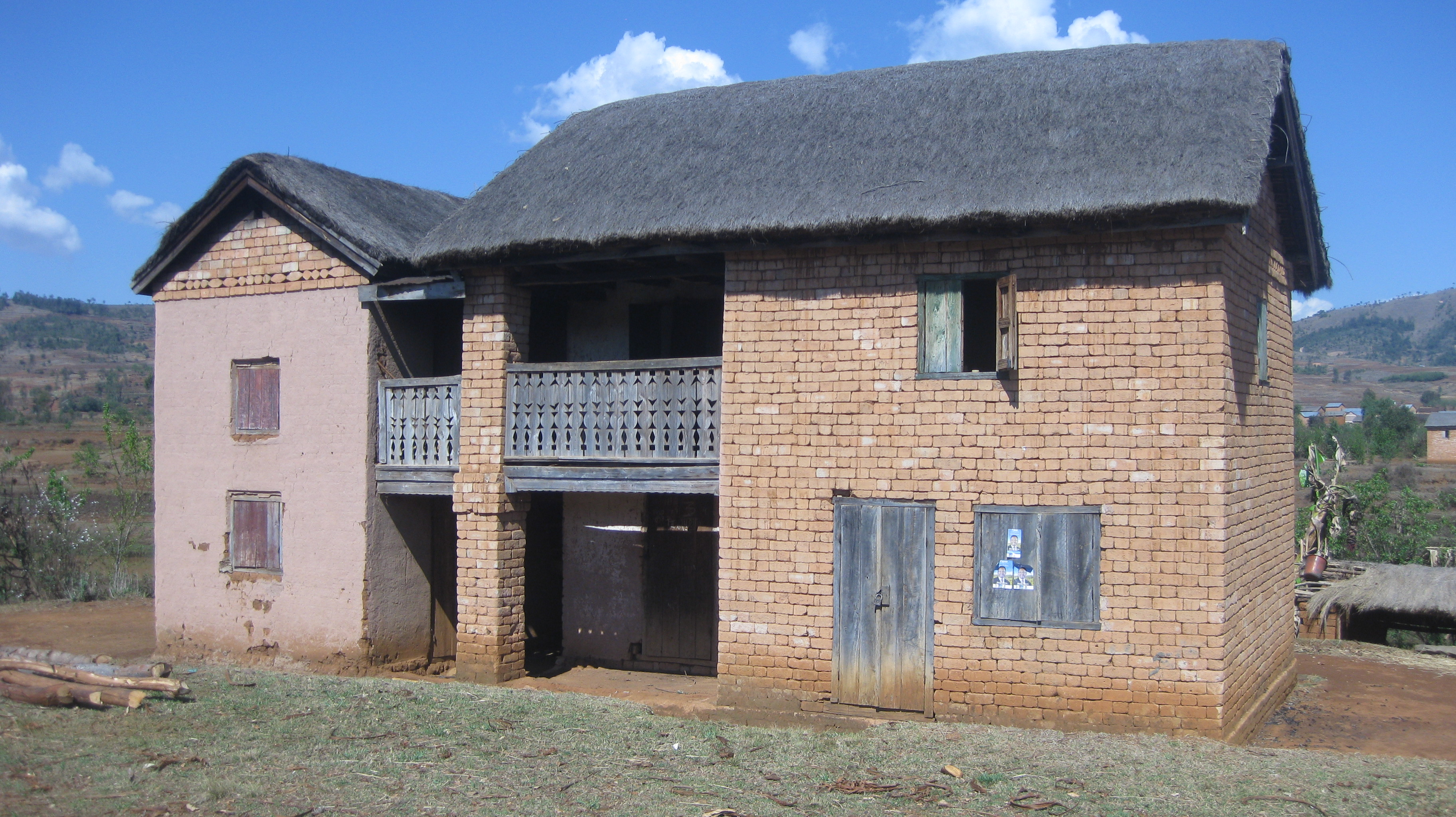
modern Merina-huis

Buiten de stad Antananarivo leven de Merina voornamelijk van het houden van vee en het verbouwen van rijst, uien, cassave, aardappelen en andere gewassen. De meeste Merina-dorpen hebben één of twee kerken en de huizen zijn gemaakt van baksteen en hebben meestal twee verdiepingen.

## Cultuur en religie
De Merina zijn al sinds de regering van Radama I beïnvloed door westerse culturen en het overgrote deel gelooft in christelijke religies. De meeste Merina-dorpen hebben twee kerken, een katholieke en een protestante. Toch heeft het animisme nog steeds een zekere invloed op hun leven en veel oorspronkelijke rituelen, zoals de besnijdenis en voorouderaanbidding worden nog steeds beoefend.
De Merina zijn tegenwoordig het meest verwesterde volk in Madagaskar, maar ooit hebben ze aan de bakermat gestaan van een groot deel van Madagaskars huidige cultuur. De nationale lamba bijvoorbeeld, een handgeweven katoenen doek die men op de schouder vastknoopt of om de middel bindt, komt van oorsprong van de Merina. Het Merina-dialect was het eerste Malagassische dialect dat geschreven werd in Latijns schrift en vormde de basis voor het huidige Malagassisch.

### Begraafplaatsen

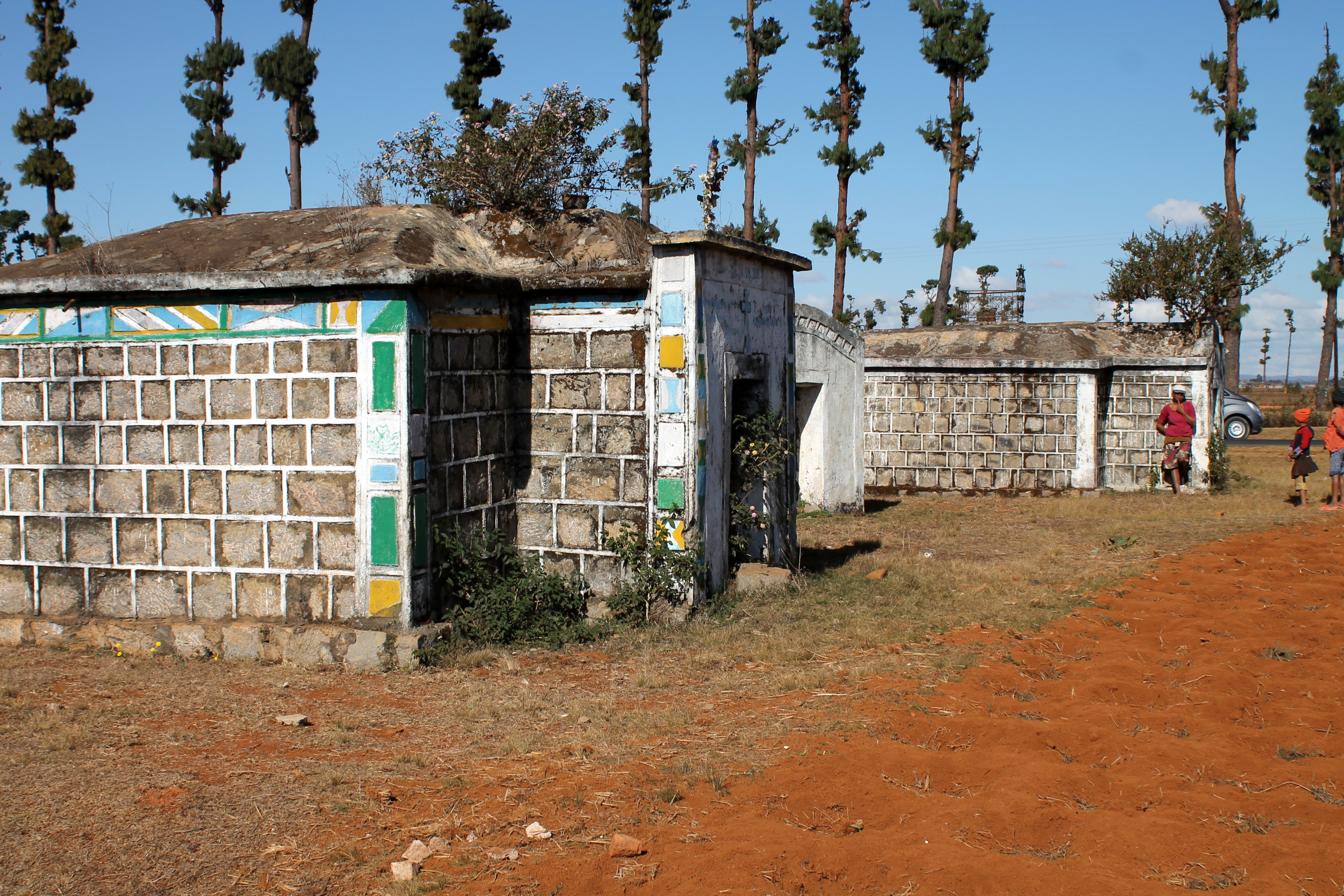
Merina-graftombes

Vroeger begroeven de Merina hun doden in een uitgeholde boomstam die ze in een heilig moeras lieten zakken. Later gebruikten ze tombes, eerst van hout, later van steen of metselwerk. Deze tombes werden eerst versierd met een rechtopstaande stenen zuil, later werd er een heel gebouw op gezet.

### Famadihana
Het famadihana ('omdraaien van de beenderen') is ook een Malagassisch gebruik dat zijn oorsprong vindt bij de Merina ten tijde van de regering van koningin Ranavalona I. Bij deze ceremonie worden tombes van overleden familieleden opnieuw geopend en wordt het lijk voorzien van een nieuw doodskleed. Op deze manier tonen de Merina hun respect en affiniteit met hun voorouders. Vaak gaat het tijdens deze viering feestelijk aan toe, traditioneel worden grote hoeveelheden rum gedronken.

### Fady
Net als vrijwel alle Malagassiërs kennen de Merina verschillende fady (taboe's). Zo is het fady om iemand direct een ei te overhandigen. In plaats daarvan dient hij het neer te leggen, zodat de ander het daar kan oprapen. Ook is het fady om tijdens het eten te zingen, daar zouden de tanden langwerpig van worden.

### Muziek
De Merina hechten grote waarde aan muziek en hebben in het verleden instrumenten ontwikkeld als de kabosy, een instrument dat op de mandoline lijkt. Populair onder de Merina zijn de hiragasy, rondtrekkende muziekgroepen die voorstellingen geven met traditionele muziek, dans en toneel. De hiragasy zijn entertainers, maar ten tijde van het Merina-koninkrijk had de regering hun eigen hiragasy, die ze voor propagandadoeleinden gebruikten. Later, tijdens de Franse overheersing zetten de hiragasy het volk aan tot gezamenlijke opstand. Om censuur van Frankrijk te ontwijken, werd hun boodschap verhuld in hun eigen hiragasy-slang en symboliek.

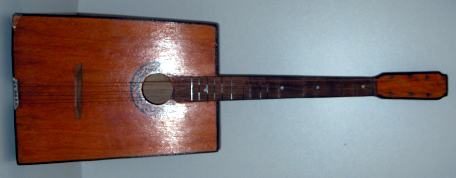
een kabosy
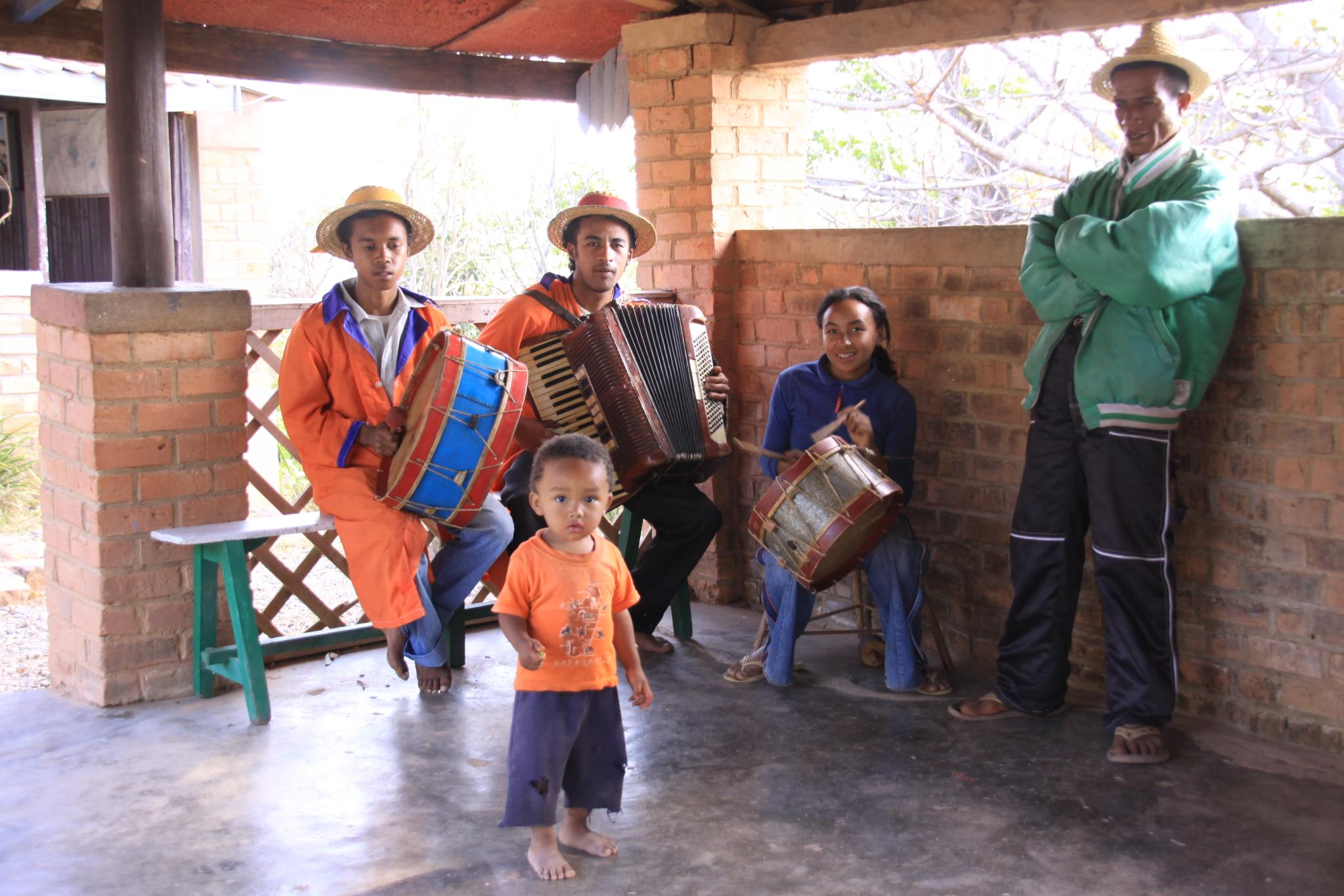
Merina-muzikanten
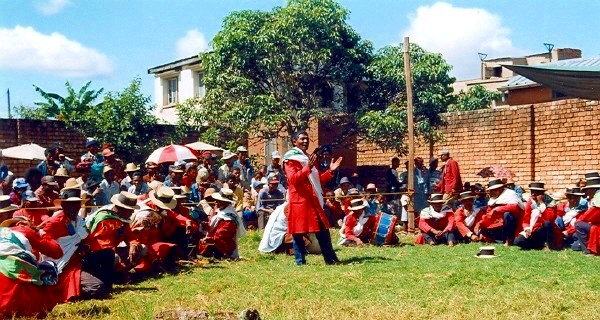
hiragasy geven een optreden in Antananarivo (1999)